# Flavio Mengoni
Flavio Mengoni (Rabbi, 11 gennaio 1929 – Trento, 20 giugno 2013) è stato un politico e avvocato italiano, presidente della regione Trentino-Alto Adige (1976-1977) e della Provincia autonoma di Trento (1979-1985) per la Democrazia Cristiana.

## Biografia
Nato da Antonio, dirigente di banca e avvocato, e fratello di Luigi (giudice della Corte costituzionale dal 1987 al 1996), Flavio Mengoni ha lavorato come segretario del sindaco di Trento Nilo Piccoli e si è laureato in giurisprudenza alla Università Cattolica del Sacro Cuore. Successivamente ha aperto uno studio legale assieme a Bruno Kessler.
È stato consigliere provinciale per tre legislature, dal 1973 al 1988. Dal 1976 al 1977 è stato presidente della regione Trentino-Alto Adige, poi dal 1979 al 1985 è stato presidente della Provincia autonoma di Trento. Nel 1987 è tornato a dedicarsi alla professione di avvocato.